# Praga Bohema
Der Praga Bohema ist ein Sportwagen mit Straßenzulassung des tschechischen Automobilherstellers Praga. Optisch ähnelt er Le-Mans-Prototypen.

## Geschichte
Vorgestellt wurde das zweisitzige Fahrzeug am 23. November 2022. Seit Januar 2024 werden die ersten Modelle im Montagewerk des Rallye-Teams Kresta Racing in Luhačovice gebaut. Das erste Fahrzeug der Baureihe wurde im Dezember 2024 ausgeliefert. An der Entwicklung des Bohema war auch der Rennfahrer Romain Grosjean beteiligt. Wegen des 89-jährigen Jubiläums des Sieges Pragas beim 1000 Meilen-Rennen der Tschechoslowakei 1933 ist die Produktion auf 89 Exemplare limitiert.

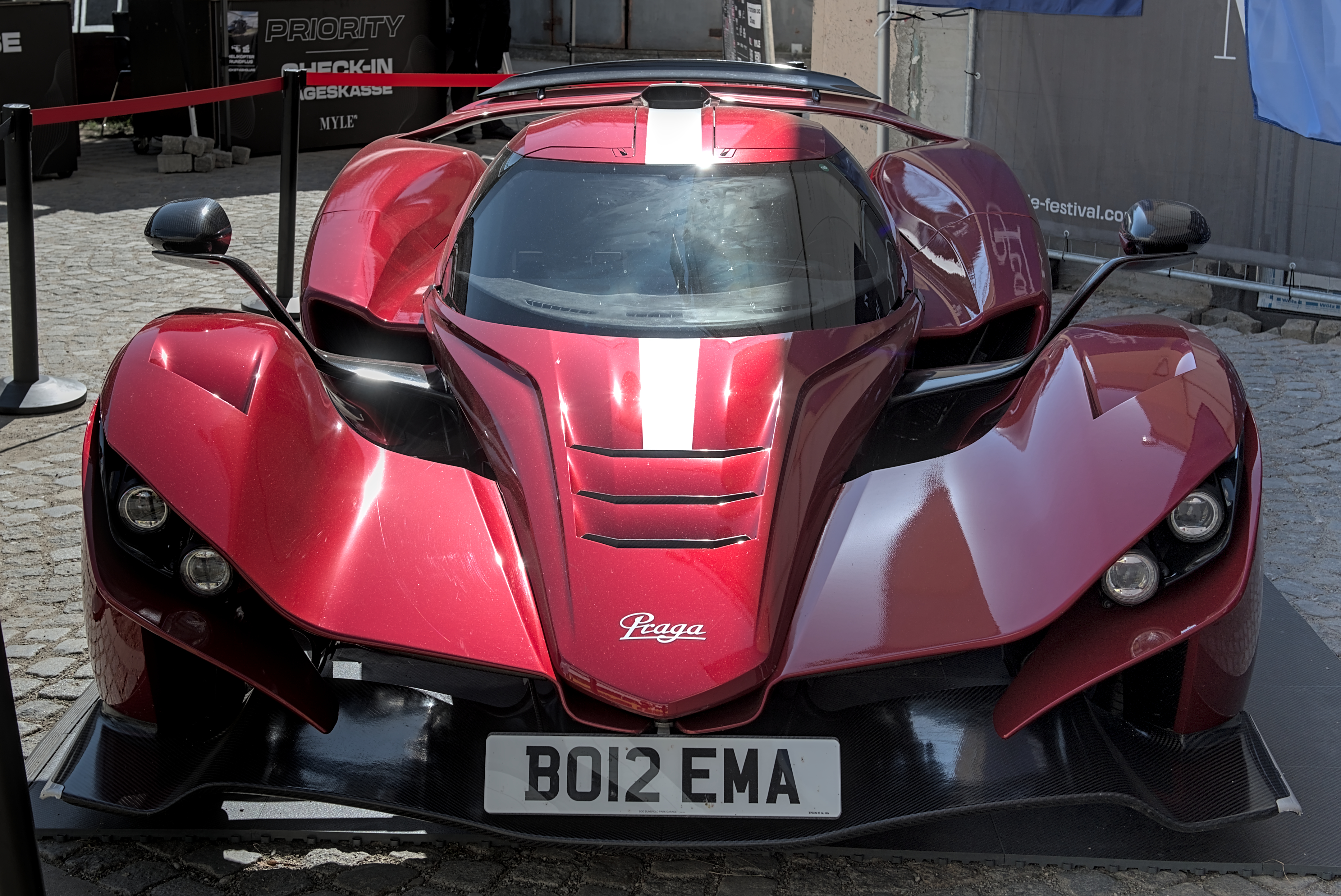
Frontansicht
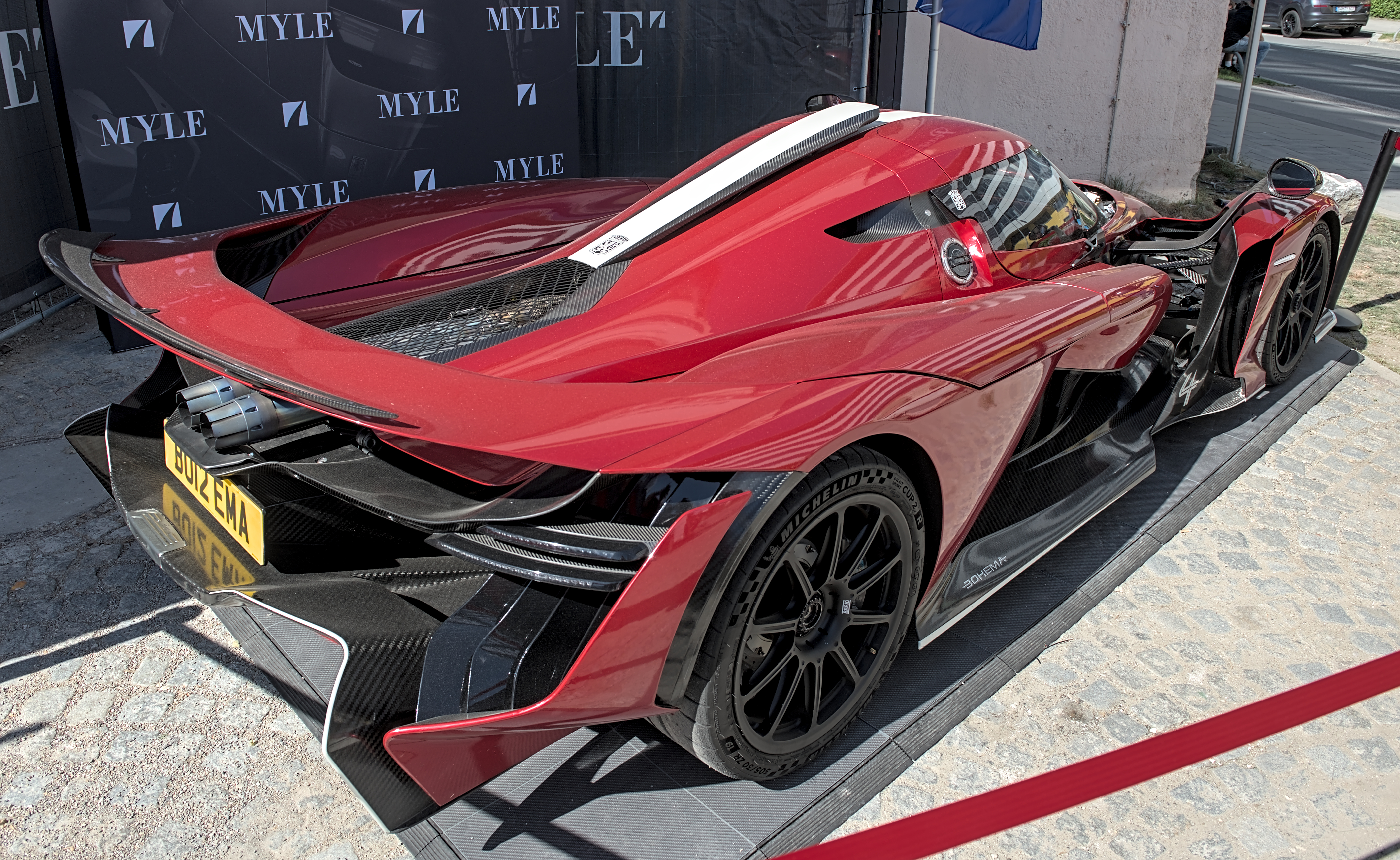
Heckansicht
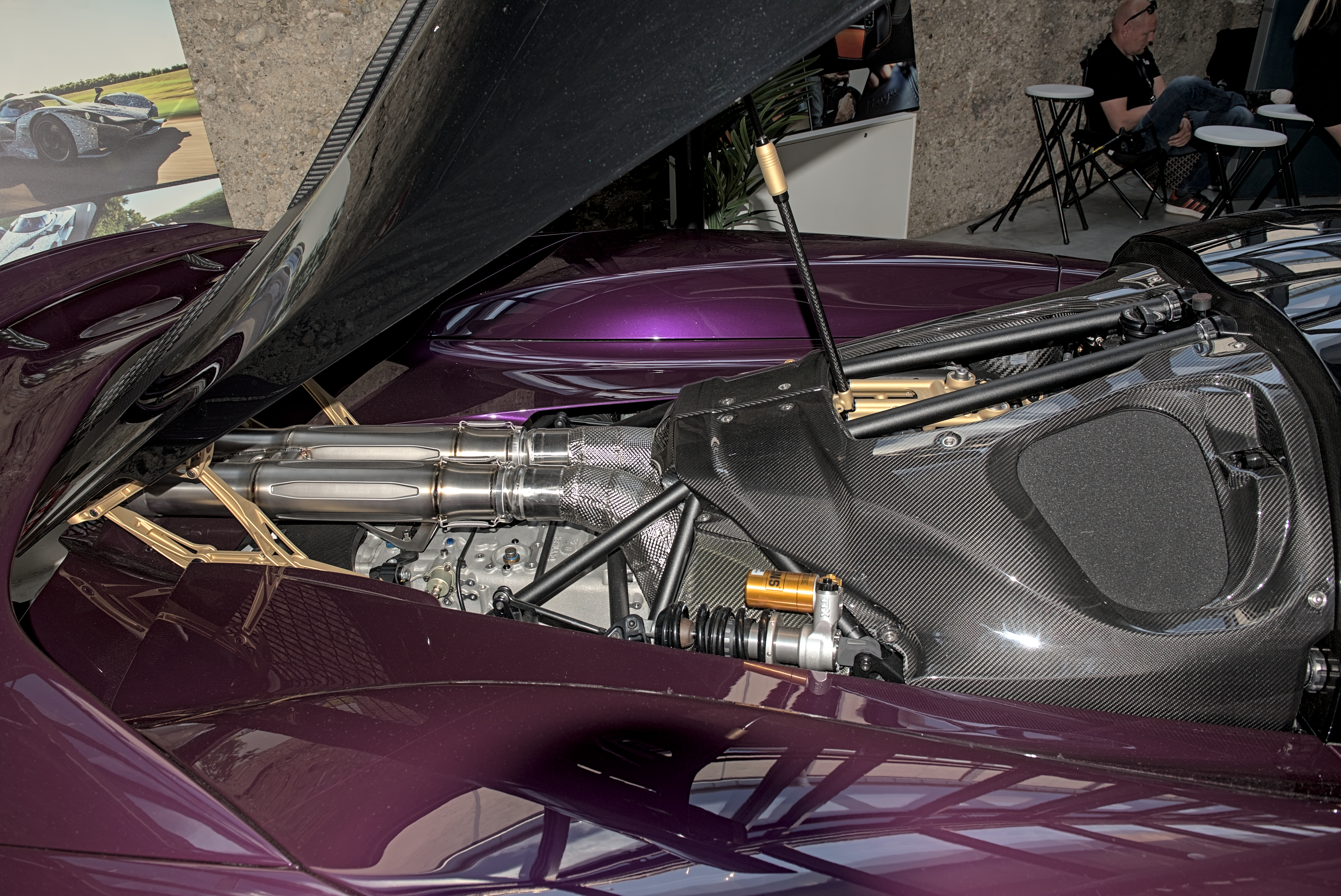
Motorraum

## Technische Daten
Angetrieben wird der Sportwagen vom aus dem Nissan GT-R bekannten 3,8-Liter-V6-Ottomotor mit zwei Turboladern. Er wurde von Litchfield Engineering modifiziert und leistet 522 kW (710 PS). Um die Abgasnorm Euro 6d zu erfüllen, sind große Katalysatoren eingebaut. Dadurch kann auf einen Ottopartikelfilter verzichtet werden. Das sequenzielle 6-Gang-Getriebe stammt von Hewland, das Fahrwerk von Öhlins. Das niedrige Gewicht von unter einer Tonne wird unter anderem durch kohlenstofffaserverstärkten Kunststoff erreicht. Auf 100 km/h soll der Wagen aus dem Stand in 2,3 Sekunden beschleunigen, die Höchstgeschwindigkeit wird mit über 300 km/h angegeben.
|                            | Bohema                                    |
| Bauzeitraum                | seit 01/2024                              |
| Motorkenndaten             |                                           |
| Motortyp                   | V6-Ottomotor                              |
| Motoraufladung             | Biturbo                                   |
| Hubraum                    | 3799 cm³                                  |
| max. Leistung bei min−1    | 522 kW (710 PS) / 6800                    |
| max. Drehmoment bei min−1  | 725 Nm / 3000–6000                        |
| Kraftübertragung           |                                           |
| Antriebsart                | Hinterradantrieb                          |
| Getriebe                   | sequenzielles 6-Gang-Getriebe von Hewland |
| Messwerte                  |                                           |
| Höchstgeschwindigkeit      | 317 km/h                                  |
| Beschleunigung, 0–100 km/h | 2,3 s                                     |
| Leergewicht                | 982 kg                                    |
| Abgasnorm                  | Euro 6d                                   |